# ۸۹۵ (میلادی)
۸۹۵ (میلادی) هشتصد و نود و پنجمین سال تقویم میلادی است.

## زادگان
- اتلستن، پادشاه انگلستان

## درگذشتگان
‎